# Ум ер-Расас
Ум ер-Расас (арапски: أم الرّصاص‎), познат и као Кастром Мефа'а, археолошки је локалитет древног града од 5. до 9. века у данашњем јужном Јордану на којем се налазе остаци римске, византске и ране исламске цивилизације. Иако је већином још неистражен, у њему је пронађен римски војни камп (3. в.) и неколико византских цркава (укупно 16).
Најзнаменитије откриће су мозаици на поду Цркве Св. Стефана из 785. године који су откривени 1986. године. Готово савршено сачувани подни мозаици су највећи у Јордану, а приказују призоре лова и роболова (у средишњој плочи), док остали приказују друге градове из околине (Кастрон Мефа, Филаделфија, Мадаба, Есбоунта, Белемоунта, Ареополис, Чарак Моаба, Јерусалим, Наблус, Каесареа и Газа). Оквири мозаика су изразито декоративни, а потписало их је шест аутора: Стаурачиос из Есбуса, Еуремиос, Елиас, Константинус, Германус и Абдела. Испод овог мозаика пронађен је још старији из 587. године када је ово била Црква Св. Сергија. У још четири цркве које су ископане у околини су такође пронађени остаци мозаика.
Због тих мозаика је Ум ер-Расас уписан на УНЕСКО-в Списак места Светске баштине у Азији и Аустралазији 2004. године.
У њиховој околини су ископана и два квадратична торња стилита (аскетских монаха који су проводили живот у изолацији на врху ступа или торња), вероватно једини остаци овог древног начина веровања.
Град је такође окружен остацима древног пољопривредног земљишта у иначе изразито пустињском крајолику.
- Остаци кућа у Ум ер-Расасу
- Олтар Цркве св. Стефана
- Подни мозаик код олтара
- Детаљ града Мадабе
- Мозаик из тзв. Цркве лавова